# Tumby Bay Airport
Tumby Bay Airport är en flygplats i Australien. Den ligger i kommunen Tumby Bay och delstaten South Australia, omkring 240 kilometer väster om delstatshuvudstaden Adelaide.
Trakten är glest befolkad. Närmaste större samhälle är Tumby Bay, nära Tumby Bay Airport. Genomsnittlig årsnederbörd är 430 millimeter. Den regnigaste månaden är juni, med i genomsnitt 90 mm nederbörd, och den torraste är oktober, med 9 mm nederbörd.